# Kazaky
Kazaky es una banda pop masculina procedente de Kiev, Ucrania, iniciada por el coreógrafo Oleg Zhezheľ.
El grupo ha lanzado varias canciones que han ganado gran popularidad en internet, particularmente en el sitio web YouTube. El vídeo de su primer sencillo "In the Middle" fue realizado por el director musical Yevhen Tymokhin. "In the Middle", obtuvo aproximadamente 3 millones de visitas en YouTube.
Su siguiente vídeo, "Love", ganó también gran atención alcanzando más de 3.6 millones de vistas.
La popularidad se ha esparcido tanto que su vídeos en YouTube han sido copiados por diferentes academias de baile subiendo vídeos comparativos con las coreografías de Kazaky.

## Nombre
La palabra Kazaky es una variación de la palabra ucraniana Козаки (Kozaky) y de la palabra rusa Казаки (Kazaki), significando ambas "Cosacos".

## Historia
El grupo estaba integrado originalmente por los ucranianos Oleg Zhezhel, Artur Gaspar, Kyryll Fedorenko y Stas Plavov, pero el 8 de agosto de 2011 el bailarín italiano Francesco Borgato reemplazó a Stas Plavov, quien debido a proyectos personales decidió abandonar la banda.El 26 de febrero de 2013 Borgato anunció su salida del grupo para comenzar una carrera en solitario. El exmiembro Stas Pablov regresó al grupo inmediatamente después de que Borgato saliera, formando así parte de la nueva canción "Crazy Law" realizado el 4 de marzo de 2013, teniendo como siempre éxito tras todas sus canciones y vídeos extrovertidos, el 30 de octubre de 2014 se unió al grupo Artemy Lazarev formando parte del vídeo "What you gonna do", así se conforma esta gran boyband, Kazaky.
Kazaky ha conseguido gran parte de su fama gracias a internet. Su primer sencillo lanzado a finales de 2010 en Youtube "In The Middle" les otorgó su primer premio como "Revelación del año" en los Myway Dance Awards 2010. Sus vídeos son considerados muy atrevidos al salir bailando con tacones posando muy sugerentes. Este tipo de estrategia musical solo les ha contribuido a que muchos patrocinadores quieran su imagen. Ya que están a la Vanguardia con la moda internacional. Han trabajado para la famosísima revista internacional Vogue.

## Coreografías
La banda mezcla el electropop, homoerotismo, glamour y la complejidad de las coreografías, más que en la lírica se centran en la coreografía.
Lo que más ha llamado la atención de sus vídeos es por sus complejas coreografías realizadas en zapatos de tacón de 15 cm. realizando además, acrobacias complejas y posturas eróticas combinadas con artes gimnastas, hacen que el escenario sea mucho más que un gran espectáculo.        

## Apariciones
La banda ha tenido varias presentaciones al aire libre en vivo haciendo su complicadas coreografías las cuales han causado revuelo ya que lo complicado y la dificultad esta en hacerlas con tacones de más de 11 centímetros al igual que diferentes Festivales musicales alrededor de Europa e innumerables pasarelas de moda de reconocidos diseñadores de todo tipo de ropa al igual que discotecas ucranianas y europeas. Sin embargo, el show que más ha destacado es el de DSquared Men Spring/Summer 2012.
El 16 de julio de 2011, Kazaky se presentó en el Club 57 de la ciudad de Nueva York e interpretaron por primera vez "I'm Just a Dancer", su tercer sencillo.
En 2012, una súper estrella internacional los catapulta hacia la fama y son reconocidos mundialmente gracias a su aparición en el vídeo musical de «Girl Gone Wild» de la cantante estadounidense Madonna, esto en conjunto con más bailarines profesionales muy al estilo de las coreografías de Kazaky.

## Discografía

### The Hills Chronicles(2012)
1. Symphony No. 404
2. Game Over
3. I Can't Stop
4. Last Night
5. In The Middle
6. Love
7. Barcelona
8. I'm Just A Dancer
9. Stop The Network
10. Dance And Change
11. Time
12. In The Middle (Remix)
13. Love(Remix)
14. I'm Just A Dancer (Remix)

### I Like It (Part 1)(2013)
1. Secret Mission
2. Crazy Law
3. Doesn´t Matter
4. Touch Me
5. Magic Pie
6. I Like It (Preview)
7. Barcelona (stage Rocker Remix)
8. In The Middle (Stage Rocker Remix)
9. Crazy Law (DJ V1t & Leo Burn Remix)
10. Crazy Law (DJ V1t & Allen Heinz Remix)
11. Touch Me (DJ Shtopor & DJ V1t Remix)
12. Touch Me (DJ V1t & Allen Heinz Remix)
13. Doesn't Matter (Light)

### I Like It (part 2)(2013)
1. What you Gonna Do
2. The Sun
3. Horizon
4. I like It (D. Lamar)
5. Calling You My Babe
6. Pulse
7. Make Me Wanna
8. Horizon (Stage Rockers Remix)
9. Magic Pie (Stage Rockers Remix)
10. Secret Mission (Stage Rockers Remix)
11. I Like It (Stage Rockers Remix)
12. Doesn´t Matter (Stage Rockers Remix)
13. What You Gonna Do (Catfish Remix)

### EP

#### In The Middle
1. In The Middle
2. In The Middle (Radio Edit)
3. Love
4. Love (Radio Edit)

### Sencillos
- In the middle (2010).
- Love (2011).
- I'm just a dancer (2011).
- Time (2011).
- Dance and change (2012).
- Barcelona (2012).
- Last Night (2012).
- Crazy Law (2013).
- Touch Me (2013).
- Doesn't Matter (2013).
- Magic Pie (2014).
- The Sun (2014).
- Pulse (2014).
- What You Gonna Do (2015).
- Milk-Choc (2015).
- Your Style (2015).
- Push (2019).